# Comparatística
Comparatística es el marbete que se refiere al conjunto de las metodologías comparatistas o al comparatismo en general, si bien con alguna preferencia engloba y ha denominado los estudios literarios y lingüísticos, los campos disciplinarios de la ciencia de la literatura y la ciencia del lenguaje distintivamente comparatistas.

## Concepto y disciplinas
Término fundamentalmente asentado por la ciencia humanística románica, sobre todo alemana: Komparatistik (al igual que en otros casos muy relevantes, así Literaturwissenschaft, 'ciencia literaria'), donde se establece eminentemente como filología comparada y literatura comparada, es sin embargo extensible por principio a cualesquiera de los sectores metodológicos comparatistas, ya en el ámbito de las ciencias físico-naturales, sociales o humanas, ya se trate de anatomía comparada, derecho comparado y derecho constitucional, o educación comparada, religiones comparadas, mitología comparada, filosofía comparada... Sin embargo, posee especial carta de naturaleza extendida en lenguas románicas, en referencia predominante a la serie disciplinaria que designa la ciencia de la literatura, es decir Historia de la literatura, Teoría de la literatura y Crítica literaria, serie eminentemente afecta a la metodología comparatista, esto es al campo metodológico denominado por lo común literatura comparada, así como por otra parte la literatura universal. En este orden de cosas es conveniente tener en cuenta que son frecuentes las confusiones.
Otro tanto sucede, de manera paralela y análoga, con la ciencia del lenguaje, es decir historia de la lengua-lingüística histórica, lingüística general o teórica y lingüística aplicada, a propósito de la gama metodológica constituida por la lingüística comparada, la cual tiene su mejor arraigo en las filología y mitología comparadas del siglo XIX, en sus grandes impulsores Max Müller y Franz Bopp, el primero de ellos ya franco reconocedor de la base creada por Lorenzo Hervás. Esto a diferencia de la cultura anglosajona de la segunda mitad del siglo XX, que si bien influyó poderosamente, al amparo del formalismo lingüístico, expandiendo el comparative method, cuando menos resulta deficitaria en estos ámbitos epistemológicos y terminológicos humanísticos, ya se trate de ciencia de la literatura o incluso de filología, denominaciones que ya por sí mismas no poseen plena entidad en esa lengua. El comparative method y sus variantes terminológicas disciplinarias (comparative linguistics/lingüística comparativa, etc.) suelen definir de hecho la opción disciplinaria opuesta, o al menos diferente, a la del método comparado, comparatista o a la comparatística literaria y lingüística en general, íntegramente inserta en la tradición filológica y humanística.
La lingüística histórica (o gramática histórica, tal como usaba Menéndez Pidal) (e historia de la lengua, preferible si se subraya el aspecto histórico externo), siempre será comparatista en alguna medida, como por principio toda disciplina humanística, pero no es identificable, en pleno sentido, con la lingüística comparada. Esta última, más allá de las preferencias de cada época, se funda precisamente, y por ello define ahí su especificidad, en el comparatismo, y corresponde eminentemente a la lingüística general o teórica. Según es evidente, toda lingüística general ha de tener base comparada y de tendencia universalista.
Este es el fundamento que de hecho queda asentado definitivamente mediante el Catálogo de las lenguas de las naciones conocidas de Lorenzo Hervás.   
La historia de las ideas ha sido con frecuencia relacionada, de una parte, temática y metodológicamente con los campos de la comparatística, pero además esta disciplina moderna de la historiografía, notablemente desarrollada en sus vertientes de «ideas estéticas», de donde surge por obra de Menéndez Pelayo, y de «ideas políticas», responde en su constitución a una modalidad o expansión del método comparatista.
La hermenéutica, en tanto metodología moderna fundamentalmente constituida por Friedrich Schleiermacher, y heredada por Dilthey, integra de manera central el método comparatista.

## El método comparatista
La comparación, como es sabido, es un modo habitual de la actividad del psiquismo humano. En tanto que realización específica, el método comparatista, que arraiga en el antiguo parangón greco-latino y su proyección europea de la polémica entre antiguos/modernos, en sentido estricto fue invención de Dionisio de Halicarnaso, el padre de la crítica literaria, cuya línea comparatista eminentemente desarrollan también el renacentista Escalígero y el barroco Daniel Georg Morhof. Continuadores de esta misma tradición humanística, Juan Andrés y Lorenzo Hervás son respectivamente, mediante Origen, progresos y estado actual de toda la literatura y el Catálogo de las Lenguas, los padres modernos de la literatura comparada y la lingüística comparada. Ambos configuran, junto a Antonio Eximeno, el núcleo de la Escuela Universalista Española del siglo XVIII, en cuyo se seno se constituye la comparatística moderna.
El método comparatista por naturaleza es también relativo a la escriturística y la hermenéutica o teoría de la interpretación, y así de hecho se encuentra integrado, como praxis, en la obra de Juan Andrés, y como teoría, en la de Antonio Eximeno, así como decisivamente por parte de Friedrich Schleiermacher, el creador de la hermenéutica moderna en el siglo XIX. En este sentido fundamental, comparatística y hermenéutica son indesglosables.